# Pushtimarg
Pushtimarg (en devanagari : पुष्टिमार्ग, « la Voie de la Grâce ») est un courant hindou vaishnava fondé par Vallabha autour de 1500 
.

## Philosophie
- Elle est basée sur la philosophie du Vedanta du Ekam evadvitiyam Brahman (la vérité ultime est une et le Brahman est Un sans second) et Sarvam Khalu Idam Brahman (tout ce qui est là, tout ce qui existe, est Brahman).
- Véda, Brahma Sutra, Bhagavad-Gita et Shrimad Bhagavatam sont les quatre écrits fondamentaux.
- La réalité ultime à laquelle Véda et Brahma-Sutra se réfèrent en tant que Brahman, la Bhagavad-Gita en tant que Paramātman, et le Shrimad Bhagavatam en tant que Bhagavan, sont toutes essentiellement unes.